# 美少女高地
美少女高地是法国孚日山脉南端的一座山峰，海拔1148米，坐落于上索恩省和贝尔福地区省交界处，邻近小镇普朗谢莱米讷。山上建有一滑雪场。其山顶被多次选作环法自行车赛的赛段终点，以陡峭的爬坡路线为特色。

## 简介
其名字中“美少女”（belles filles）一说来自“美丽的山毛榉”（belles fahys）的变写。根据当地民间传说，该山峰得名于三十年战争期间，一群年轻女子为躲避山下的瑞典雇佣兵而跳入池塘中自尽。
2012年，该山峰首次被引入环法自行车赛作为赛段终点。山中赛道的铺装路面长5.9公里，海拔差547m，平均坡度8.5%，终点前的坡度达20%。2019年起，在终点前加设了一段1公里的土路，最后的坡度高达24%。

## 历届环法
| 年份 | 赛段 | 赛段长  | 赛段冠军        | 赛段后黄衫      | 当届总冠军      |
| ---- | ---- | ------- | --------------- | --------------- | --------------- |
| 2012 | 7    | 199km   | 克里斯·弗鲁姆   | 布拉德利·威金斯 | 布拉德利·威金斯 |
| 2014 | 10   | 161.5km | 溫琴佐·尼巴利   | 溫琴佐·尼巴利   | 溫琴佐·尼巴利   |
| 2017 | 5    | 160km   | 法比奥·阿鲁     | 克里斯·弗鲁姆   | 克里斯·弗鲁姆   |
| 2019 | 6    | 157km   | 迪伦·特恩斯     | 朱利奥·奇科内   | 伊根·伯納爾     |
| 2020 | 20   | 36km    | 塔德伊·波加薩爾 | 塔德伊·波加薩爾 | 塔德伊·波加薩爾 |
| 2022 | 7    | 176km   | 塔德伊·波加薩爾 | 塔德伊·波加薩爾 | 喬納斯·溫格高   |